# Presličnjak
Presličnjak (kazuarina, lat. Casuarina), biljni rod s 12 vrsta drveća i grmlja iz porodice presličnjakovki, red bukvolike.
latinsko ime roda Casuarina dolazi po izgledu grana s ljuskastim lišćem koje nalikuje na perje kazuara. Ovaj rod raširen je po Novom Zelandu, Australiji, istočnoj Africi i jugoistočnoj Aziji. Casuarina equisetifolia naraste do 45 metara, i izuzetno je tvrdo. Drvo kazuarine zbog svoje čvrstoće koristi se za izradu željezničkih pragova, za izradu pokućstva, a njegova kora u medicini, kao štavilo i za bojenje.

## Vrste
1. Casuarina collina J.Poiss. ex Pancher & Sebert
2. Casuarina cristata Miq.
3. Casuarina cunninghamiana Miq.
4. Casuarina equisetifolia L.
5. Casuarina glauca Sieber ex Spreng.
6. Casuarina grandis L.A.S.Johnson
7. Casuarina junghuhniana Miq.
8. Casuarina obesa Miq.
9. Casuarina oligodon L.A.S.Johnson
10. Casuarina orophila L.A.S.Johnson
11. Casuarina pauper F.Muell. ex L.A.S.Johnson
12. Casuarina potamophila Schltr.
13. Casuarina tenella Schltr.
14. Casuarina teres Schltr.

## Vanjske poveznice
|  | Zajednički poslužitelj ima još gradiva o temi Casuarina |
|  | Wikivrste imaju podatke o taksonu Casuarina             |